# Исбул
Кавха̀н Исбу̀л е български кавхан с изключителни заслуги в развитието на държавата по време на хановете Омуртаг (814 – 831), Маламир (831 – 836) и Пресиан (836 – 852).

## Биография
Титлата „кавхан“ е втора по ранг в йерархията на Първото българско царство. Исбул заема този пост още по времето на хан Омуртаг. Когато Маламир наследява хан Омуртаг, мирният договор с Византия от 815 г. е потвърден от страна на прабългарите. Ромеите обаче решават, че моментът е удобен за нападение срещу България. Кавхан Исбул повежда българската армия, водейки със себе си и младия хан. Изтласква противника, навлиза във византийска територия и завзема крепостите Проват (до Одрин) и Бурдизон. След това мирният договор е подновен. Кавханът продължава строителната дейност на кан Омуртаг – в строителен надпис от времето на кан Маламир се съобщава, че неговият кавхан Исбул е направил водоскок и го е дарил на владетеля. След ранната смърт на Маламир престолът е зает от Пресиан, син на Звиница. Отново кавхан Исбул играе първостепенна роля в управлението на държавата.
В частично запазения надпис от Филипи е посочено, че хан Пресиян е изпратил кавхан Исбул в земите на славянското племе смоляни, в Югозападните Родопи и Беломорието. Предполага се, че по време на този поход на кавхан Исбул България достига до беломорското крайбрежие.
Сведения за Исбул са дадени от Филипийския надпис:
| „ | На многото българи от Бога архонтът Персиан изпрати кавхан Исбул, като му даде войски и ичиргу боила и кана боил колобъра и кавханът срещу смоляните............. Който и да търси истината, Бог вижда, който и да лъже, Бог вижда. На християните българите направиха много добрини. И християните ги забравиха, но Бог вижда. | “ |

## Памет
Името на Исбул носи морският нос „Исбул“ на остров Ливингстън, Южни Шетландски острови, Антарктика.